# Ciemnobiałka ciemna

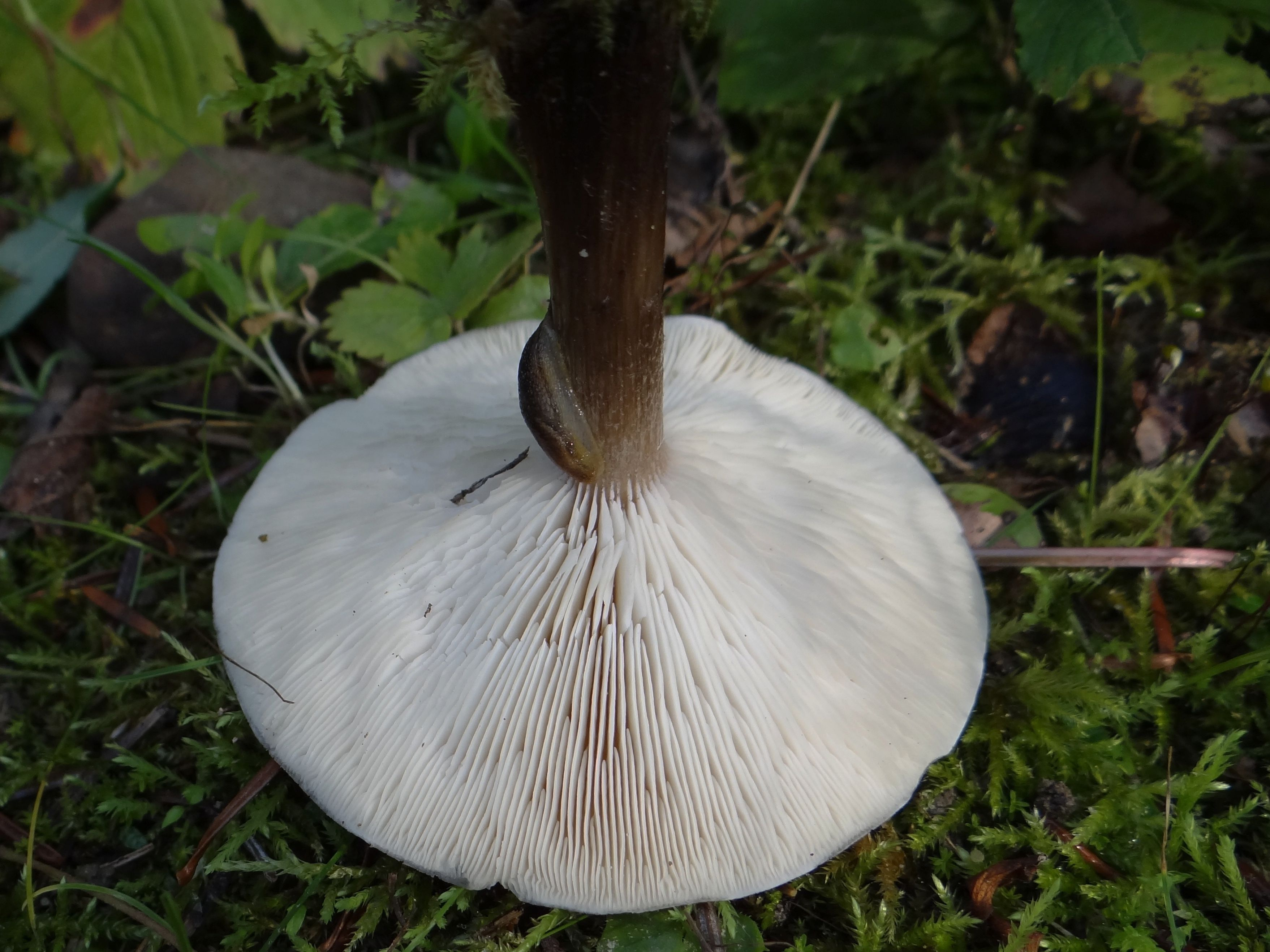
Trzon i blaszki ciemnobiałki ciemnej

Ciemnobiałka ciemna (Melanoleuca melaleuca (Pers.) Murrill) – gatunek grzybów należący do rzędu pieczarkowców (Agaricales). 

## Systematyka i nazewnictwo
Pozycja w klasyfikacji według Index Fungorum: Melanoleuca, Incertae sedis, Agaricales, Agaricomycetidae, Agaricomycetes, Agaricomycotina, Basidiomycota, Fungi.
Po raz pierwszy takson ten zdiagnozował w 1801 r. Persoon nadając mu nazwę Agaricus melaleucus. Obecną, uznaną przez Index Fungorum nazwę nadał mu w 1911 r. Murrill, przenosząc go do rodzaju Melanoleuca. Niektóre synonimy naukowe:

- Agaricus melaleucus Pers.
- Boletopsis melaleuca (Pers.) Fayod
- Gyrophila melaleuca var. melaleuca (Pers.) Quél.
- Tricholoma melaleucum (Pers.) P. Kumm.

Nazwę polską podał Władysław Wojewoda w 2003 r. W polskim piśmiennictwie mykologicznym gatunek ten opisywany był też jako bedłka czarniawa lub ciemnogłówka ciemna. 

## Morfologia
Kapelusz
Średnica 3–8 cm. W młodości jest łukowaty i ma podwinięty brzeg, potem staje się rozpostarty. Brzeg kapelusza ostry, często pofalowany, z małym tępym garbem na środku. Kolor od jasnobrązowego przez siwoczarny do ciemnobrązowego. U starszych grzybów kolor blednie. 
Blaszki
Bardzo gęste,wykrojone przy trzonie i zbiegające ząbkiem. Są białe i bardzo długo nie zmieniają koloru. Oprócz blaszek biegnących przez cały promień kapelusza, do samego trzonu istnieją też blaszki krótsze, nie dochodzące do trzonu.
Trzon
Wysokość 4–12 cm, grubość 8–18 mm. Jest walcowaty, pełny, włóknisty i nieco zgrubiały przy podstawie. Nie posiada pierścienia. Powierzchnia jest nieco podłużnie włóknista lub karbowana i ubarwiona tak samo, jak kapelusz.
Miąższ
Biały, nieco brązowiejący w górnej części trzonu. Ma lekki gorzko migdałowy zapach i niewyraźny smak. Nie zmienia koloru po przełamaniu.
Wysyp zarodników
Bezbarwny. Zarodniki eliptyczne, z drobną, delikatną ornamentacją, amyloidalne o rozmiarach 7–8,5 × 5,5–5 μm. 

## Występowanie i siedlisko
Występuje w Ameryce Północnej i Europie. W Polsce jest raczej pospolita. W piśmiennictwie mykologicznym opisano liczne jej stanowiska na terenie całego kraju.
Rośnie wśród traw, na dobrze oświetlonych miejscach w lasach mieszanych, liściastych i iglastych i w zaroślach. Saprotrof.

## Znaczenie
Grzyb jadalny. Jest trudny do odróżnienia od innych gatunków ciemnobiałek, jednak dla grzybiarzy zwykle nie ma to większego znaczenia, gdyż wszystkie ciemnobiałki europejskie są jadalne.

## Gatunki podobne
Ciemnobiałka prążkowanotrzonowa (Melanoleuca grammopodia) ma wyraźnie podłużnie karbowany trzon i nie ma migdałowego zapachu. Ciemnobiałka jasnoszara (Melanoleuca exscissa) jest jaśniejsza.